# Lucas Hedges
Lucas Hedges (født 12. december 1996) er en amerikansk skuespiller. Han er bedst kendt for sine roller i filmene Moonrise Kingdom, Kill the Messenger og Manchester by the Sea, der tjente ham en nominering for en Oscar for bedste mandlige birolle.

## Filmografi
- The Zero Theorem (2013)
- Manchester by the Sea (2016)
- Lady Bird (2017)
- Three Billboards Outside Ebbing Missour (2017)
- Boy Erased (2018)
- Ben is Back (2018)